# Bekleme Odası
Bekleme Odası (en turc, Sala d’espera), és una pel·lícula turca escrita i dirigida per Zeki Demirkubuz el 2003.

## Argument
Ahmet, que vol convertir Crim i càstig en una pel·lícula, té una indiferència sense raó per la vida. L'estimada Serap el deixa, pensant que hi ha algú més a la seva vida. D'altra banda, Ahmet, juntament amb la seva ajudant Elif, busca un actor per al personatge de Raskolnikov, i finalment creu que el lladre que intenta entrar a casa seva és apte per a aquest paper...
Dedicada a Dostoievski, 'Bekleme Odası és també l'última pel·lícula de la trilogia Karanlık Üstüne Öyküler (Històries a la foscor). El director, guionista, director de fotografia i editor de la pel·lícula és Zeki Demirkubuz. Es diu que no és una pel·lícula autobiogràfica.

## Repartiment
- Zeki Demirkubuz ~ Ahmet
- Nilüfer Açıkalın ~ Serap
- Nurhayat Kavrak ~ Elif
- Serdar Orçin ~ Kerem
- Ufuk Bayraktar ~ Lladre

## Premis
- 40è Festival Internacional de Cinema d'Antalya
  - "Millor actriu secundària" (Nurhayat Kavrak)
  - "Premi especial del jurat Behlül Dal"
- 23è Festival Internacional de Cinema d'Istanbul
  - "Millor director turc" (Zeki Demirkubuz)
- XXV edició de la Mostra de València
  - Premi Fipresci[3]